# Adam i Kheva
Adam i Kheva (russisk: Адам и Хева) er en sovjetisk spillefilm fra 1969 af Aleksej Korenev.

## Medvirkende
- Frunzik Mkrttjan som Bekir
- Jekaterina Vasiljeva som Kheva
- Gogi Gegetjkori som Adam
- Ramaz Giorgobiani som Tjamsula
- Avet Avetisjan som Ali-Khuzja